# Nappanee
Nappanee är en stad (city) i Elkhart County, och  Kosciusko County, i delstaten Indiana, USA. Enligt United States Census Bureau har staden en folkmängd på 6 691 invånare (2011) och en landarea på 10,7 km².